# 西脇博光
西脇 博光（にしわき ひろみつ、1953年6月4日 - ）は、日本の特撮音楽研究家。日本SF作家クラブ会員。

## 来歴
兵庫県出身。1975年に特撮ムック編集の先駆者であった竹内博が主催する日本最初期の怪獣映画を研究する同人集団『怪獣倶楽部』に参加。1976年～2009年まで信用金庫に勤務していた。東宝他 特撮映画のCD・DVD・レコード・カセットテープの音楽構成・解説を多数手掛ける。

## 主な参加作品
- 『ゴジラ・2・3』レコード構成・竹内博共同
- 『SF映画の世界 Part1〜6』レコード構成
- 『ウルトラQウルトラマン』レコード構成・竹内博共同
- 『大魔神』３枚組レーザーディスク音楽解説
- 『大魔神』CDサントラ構成・解説
- 『わんぱく王子の大蛇退治』『アラビアンナイト シンドバットの冒険』『ガリバーの宇宙旅行』CDサントラ構成
- 『伊福部昭映画音楽全集』レコード構成・竹内博・伊福部昭共同
- 『伊福部昭特撮映画音楽マーチ集』CD企画・構成・解説（協力竹内博）
- 『ゴジラVSキングギドラ』CDサントラ構成・解説
- 『仮面ライダーZO』CDサントラ構成・解説
- 『疾風！アイアンリーガー』『銀河戦国群雄伝ライ』CD構成・解説
- 『妖怪百物語/東海道お化け道中』CD構成・解説
- 『怪獣大戦争』DVD 音楽解説。